# فرهنگی-تاریخی
بنای فرهنگی ـ تاریخی مربوط به دوره قاجار است و در تهران، خیابان ۱۵خرداد، کوچه تکیه دولت واقع شده و این اثر در تاریخ ۱۸ آبان ۱۳۷۸ با شمارهٔ ثبت ۲۴۴۳ به‌عنوان یکی از آثار ملی ایران به ثبت رسیده است.